# Erika Toda
Erika Toda (jap. 戸田恵梨香 Toda Erika) (ur. 17 sierpnia 1988 w Kobe w Japonii) – japońska aktorka.
Zagrała wiele ról drugoplanowych w japońskich dramach telewizyjnych jak Nobuta wo Produce czy Code Blue, a także zagrał główną rolę w Liar Game. Znana jest również z roli w filmowej adaptacji popularnej japońskiej mangi Death Note, w której zagrała rolę Misy Amane.

## Życiorys

### 2000–2004: Początki kariery
Swoją karierę rozpoczęła w piątej klasie szkoły podstawowej, gdy miała 11 lat. Zainteresowała się aktorstwem po obejrzeniu programu rozrywkowego, który transmitował wycięte sceny z dram telewizyjnych, była w tedy zafascynowana zabawą, którą tam ujrzała. To skłoniło jej rodziców do złożenia wniosku o przesłuchanie w agencji rozrywkowej, które przeszła pomyślnie. Przed przeprowadzką do Tokio była członkinią biura Grace w Osace.
W dramie NHK „Audrey” z 2000 roku pojawiła się w scenie wspomnień jako dziecko postaci granej przez Shinobu Otake.
W 2003 roku zdobyła nagrodę w przesłuchaniu „Seikakore” zorganizowanym przez Shūkan Young Jump (Shūeisha) i została wybrana jako członkini Seikakore 03.
W 2004 roku, po ukończeniu gimnazjum, zwróciła się do niej jej obecna agencja FLaMme i przeniosła się do niej. Erika nie poszła do liceum, ale przeprowadziła się do Tokio, aby rozpocząć karierę aktorską.

### 2005–2015: Wzrost popularności i różne role
W 2005 roku pojawiała się w dramach „Engine” i „Nobuta wo Produce”. Została również wybrana jako postać wizerunkowa do 26. kampanii plakatowej Victor Koshien Poster. W październiku tego samego roku, w ramach kampanii, Victor Entertainment wydał na DVD film krótkometrażowy „Calling you”, w którym po raz pierwszy Erika zagrała główną rolę.

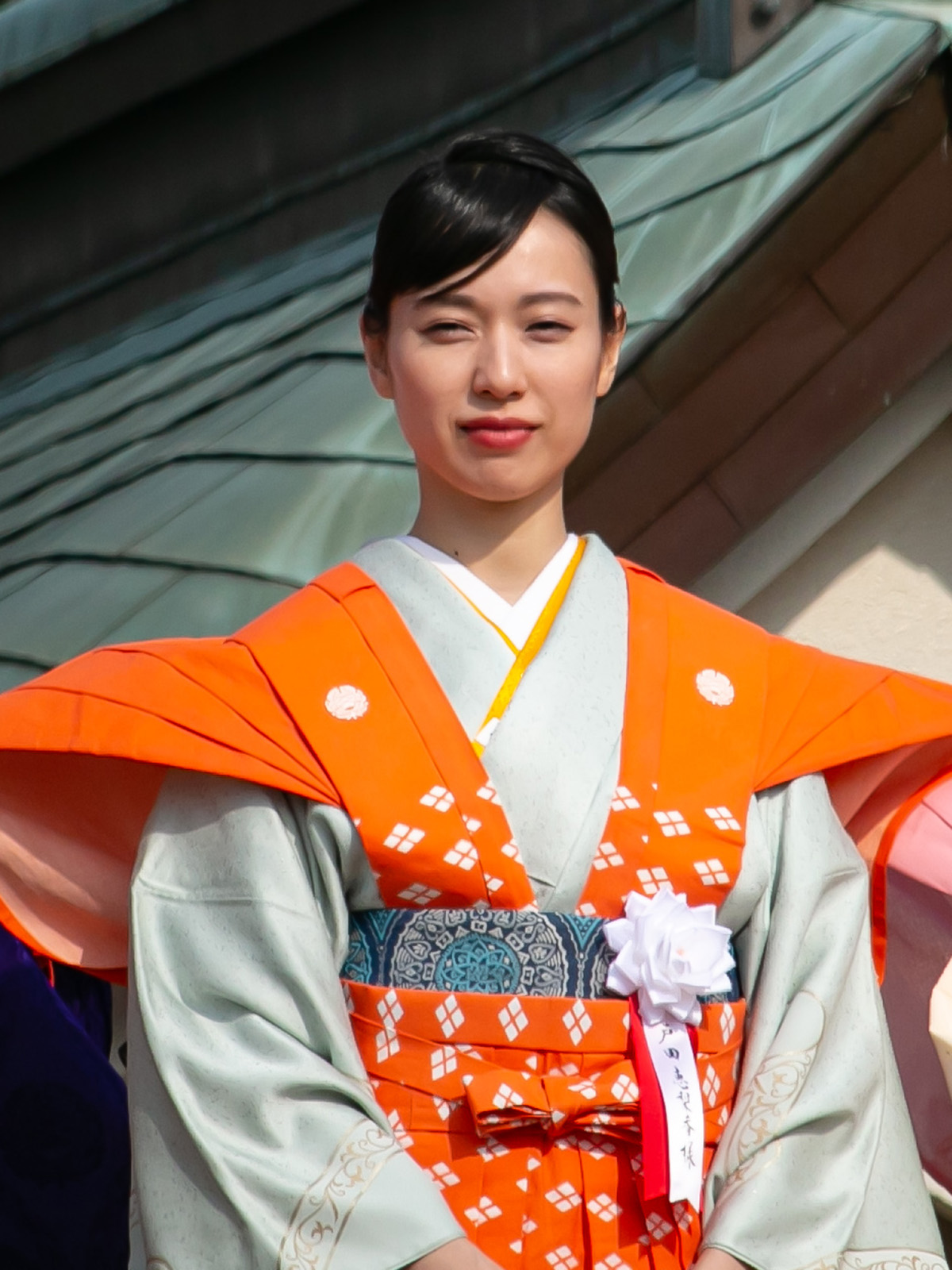
Zdjęcie wykonane 3 lutego 2020 roku.

Jej pierwszym filmem był „Death Note: Notatnik śmierci”, wydany w czerwcu 2006 roku, a następnie sequel „Death Note: Ostatnie imię” w październiku, oba filmy odniosły ogromny sukces pod względem przychodów, a rola, w którą się wcieliła, wywarła duże wrażenie na widzach. Rola Misy Amane jest również jedną z najbardziej pamiętnych ról w jej karierze.
W 2007 roku po raz pierwszy zagrała główną rolę w filmie „Presents: Unisenbei” i w dramie „Liar Game” stacji Fuji TV.
W 2008 roku zadebiutowała na scenie w Inoue Kabuki ☆ No. „IZO” i zagrała główną rolę w popularnej dramie „Ryūsei no Kizuna”, za którą zdobyła w 2009 roku nagrodę Élan d’Or dla najlepszego debiutanta i Tokyo Drama Awards dla najlepszej aktorki drugoplanowej.
Swoją pierwszą główną rolę zagrała w filmie fabularnym „Koikyokusei”, wydanym w marcu 2009 roku. W 2010 roku przyjęła rolę w dramie „SPEC ~ Keishichou Kouanbu Kouan Daigoka Mishou Jiken Tokubetsu Taisakugakari Jikenbo”, która stała się hitem, a następnie została przekształcona w sequel.
W latach 2011–2015 zagrała między innymi w „Taisetsu na Koto wa Subete Kimi ga Oshiete Kureta” z Harumą Miurą, „Kagi no Kakatta Heya” i filmie pod tym samym tytułem gdzie wcieliła się w prawniczkę, „Summer Nude” obok takich gwiazd jak Karina i Tomohisa Yamashita czy w historycznym filmie „The Emperor in August”.

### Od 2016: Obecnie
W 2016 roku Erika ponownie wcieliła się w postać Misy Amane w filmie „Death Note: Light Up the New World”. Rok później zagrała w filmie „Miecz nieśmiertelnego”.
W 2018 roku została pierwszą japońską muzą francuskiej marki kosmetycznej Lancôme.
W drugiej połowie 2019 roku wystąpiła jako bohaterka w dramie asadora „Scarlet”. W 2021 zagrała główną rolę w „Police in a Pod”.
W 2022 roku wcieliła się w rolę matki w filmie „Motherhood”.

## Życie prywatne
10 grudnia 2020 roku Erika i aktor Tōri Matsuzaka ogłosili za pośrednictwem swojej agencji, że wzięli ślub.
28 listopada 2022 roku agencja ogłosiła, że Erika spodziewa się swojego pierwszego dziecka.
W dniu 4 maja 2023 roku ogłosiła narodziny swojego pierwszego dziecka za pośrednictwem swojej agencji i serwisów społecznościowych.

## Filmografia

### Dramy
| Rok       | Tytuł                                                                                | Stacja telewizyjna | Rola                           | Typ roli       |
| --------- | ------------------------------------------------------------------------------------ | ------------------ | ------------------------------ | -------------- |
| 2000      | Audrey                                                                               | NHK                | Takino Yoshioka                | Cameo          |
| 2004      | Houkago                                                                              | Fuji TV            | Sae Imai                       | Główna         |
| 2005      | Engine                                                                               | Fuji TV            | Harumi Hida                    | Drugoplanowa   |
| 2005      | Nobuta wo Produce                                                                    | NTV                | Mariko Uehara                  | Drugoplanowa   |
| 2005      | Zutto Aitakatta                                                                      | Fuji TV            | Yukiko Narumi                  | Drugoplanowa   |
| 2006      | Jyoou no Kyoushitsu SP                                                               | NTV                | Ai Ikeuchi                     | Odc. 1         |
| 2006      | Gal Circle                                                                           | NTV                | Saki                           | Drugoplanowa   |
| 2006      | Kiseki no Doubutsuen                                                                 | Fuji TV            | Sawako Izumi                   | Drugoplanowa   |
| 2006      | Mo Hitotsu no Sugar & Spice                                                          | Fuji TV            | Minami Inoue                   | Główna         |
| 2006      | Tatta Hitotsu no Koi                                                                 | NTV                | Yuko Motomiya                  | Drugoplanowa   |
| 2007      | Tsubasa no Oreta Tenshitachi 2                                                       | Fuji TV            | Haruka Saito                   | Główna; Odc. 2 |
| 2007      | Hana Yori Dango 2                                                                    | TBS                | Umi Nakashima                  | Odc. 10, 11    |
| 2007      | Liar Game                                                                            | Fuji TV            | Nao Kanzaki                    | Główna         |
| 2007      | Kiseki no Doubutsuen 2007                                                            | Fuji TV            | Sawako Izumi                   | Drugoplanowa   |
| 2007      | Ushi ni Negai wo: Love & Farm                                                        | Fuji TV            | Kazumi Chiba                   | Drugoplanowa   |
| 2008      | Yukinojo Henge                                                                       | NHK                | Namiji                         | Drugoplanowa   |
| 2008      | Kiseki no Doubutsuen 2008                                                            | Fuji TV            | Sawako Izumi                   | Drugoplanowa   |
| 2008      | Code Blue                                                                            | Fuji TV            | Mihoko Hiyama                  | Główna         |
| 2008      | Arigatou, Okan                                                                       | KTV                | Kiyoko Nishida                 | Drugoplanowa   |
| 2008      | Ryūsei no Kizuna                                                                     | TBS                | Ariake Shizuna                 | Główna         |
| 2009      | Code Blue SP                                                                         | Fuji TV            | Mihoko Hiyama                  | Główna         |
| 2009      | BOSS                                                                                 | Fuji TV            | Mami Kimoto (policjantka)      | Drugoplanowa   |
| 2009      | Liar Game 2                                                                          | Fuji TV            | Nao Kanzaki                    | Główna         |
| 2010      | Code Blue 2                                                                          | Fuji TV            | Mihoko Hiyama                  | Główna         |
| 2010      | Unubore Deka                                                                         | TBS                | Yuko Hashiba / Yuri Akishima   | Odc. 4         |
| 2010      | SPEC ~ Keishichou Kouanbu Kouan Daigoka Mishou Jiken Tokubetsu Taisakugakari Jikenbo | TBS                | Saya Toma                      | Główna         |
| 2011      | Taisetsu na Koto wa Subete Kimi ga Oshiete Kureta                                    | Fuji TV            | Natsumi Uemura                 | Główna         |
| 2011      | BOSS 2                                                                               | Fuji TV            | Mami Kimoto                    | Drugoplanowa   |
| 2012      | Kagi no Kakatta Heya                                                                 | Fuji TV            | Junko Aoto                     | Drugoplanowa   |
| 2012      | SPEC ~Shou~                                                                          | TBS                | Saya Toma                      | Główna         |
| 2012      | Higashino Keigo Mysteries                                                            | Fuji TV            | Yukiko Nakamachi               | Główna; Odc. 7 |
| 2013      | Shotenin Michiru no Minoue Banashi                                                   | NHK                | Michiru Furukawa               | Główna         |
| 2013      | Summer Nude                                                                          | Fuji TV            | Hanae Taniyama                 | Główna         |
| 2013      | SPEC ~Rei~                                                                           | TBS                | Saya Toma                      | Główna         |
| 2013      | Hana no Kusari                                                                       | Fuji TV            | Satsuki                        | Główna         |
| 2013      | Umi no Ue no Shinryoujo                                                              | Fuji TV            | Hikaru Hatori                  | Drugoplanowa   |
| 2014      | Kagi no Kakatta Heya SP                                                              | Fuji TV            | Junko Aoto                     | Drugoplanowa   |
| 2015      | Yokokuhan                                                                            | WOWOW              | Erika Yoshino                  | Główna         |
| 2015      | Renai Aru Aru                                                                        | Fuji TV            | Dosei Renai Aruaru, Ozawa Mari | Główna         |
| 2015      | Risuku no Kamisama                                                                   | Fuji TV            | Kaori Kagari                   | Główna         |
| 2016      | Kono Machi no Inochi ni                                                              | WOWOW              | Aki Hataeda                    | Główna         |
| 2017      | Reverse                                                                              | TBS                | Mihoko Ochi                    | Główna         |
| 2017      | Code Blue 3                                                                          | Fuji TV            | Mihoko Hiyama                  | Główna         |
| 2018      | Gakeppuchi Hotel                                                                     | NTV                | Sana Sakurai                   | Główna         |
| 2018      | Dai Renai: Boku wo Wasureru Kimi to                                                  | TBS                | Nao Kitazawa                   | Główna         |
| 2019–2020 | Scarlet                                                                              | NHK                | Kimiko Kawahara                | Główna         |
| 2021      | Ore no Ie no Hanashi                                                                 | TBS                | Sakura Shida                   | Główna         |
| 2021      | Police in a Pod                                                                      | NTV                | Seiko Fuji                     | Główna         |

### Filmy
| Rok  | Tytuł                                 | Rola                  |
| ---- | ------------------------------------- | --------------------- |
| 2006 | Death Note: Notatnik śmierci          | Misa Amane            |
| 2006 | Death Note: Ostatnie imię             | Misa Amane            |
| 2007 | Ten Nights of Dreams                  | Mikiko Yagi           |
| 2007 | Tengoku wa Matte Kureru               | Minako Ueno           |
| 2007 | Presents: Unisenbei                   | Haduki Matsushita     |
| 2008 | L: Change the World                   | Misa Amane            |
| 2008 | Tea Fight                             | Mikiko                |
| 2009 | Koikyokusei                           | Natsuki Kashiwagi     |
| 2009 | Goemon                                | Tayū Yūgiri           |
| 2009 | Amalfi: Rewards of the Goddess        | Kanae Adachi          |
| 2009 | Shizumanu Taiyō                       | Junko Onchi           |
| 2009 | Oarai ni mo Hoshi wa Furu Nari        | Eriko                 |
| 2010 | Liar Game: The Final Stage            | Nao Kanzaki           |
| 2011 | Hankyu Railways - A 15-minute Miracle | Misa                  |
| 2011 | Andalucia: Revenge of the Goddess     | Kanae Adachi          |
| 2011 | DOG x POLICE: The K-9 Force           | Natsuki Mizuno        |
| 2012 | SPEC: Ten                             | Saya Toma             |
| 2013 | SPEC: Close                           | Saya Toma             |
| 2015 | April Fools                           | Ayumi Nitta           |
| 2015 | Kakekomi                              | Jogo                  |
| 2015 | Yokokuhan                             | Erika Yoshino         |
| 2015 | The Emperor in August                 | Reiko                 |
| 2016 | Death Note: Light Up the New World    | Misa Amane            |
| 2017 | Miecz nieśmiertelnego                 | Makie Otono-Tachibana |
| 2019 | The Day's Organ                       | Kaede Itakura         |
| 2019 | Almost a Miracle                      | Aoi Yoshitaka         |
| 2019 | The First Supper                      | Miyako Higashi        |
| 2022 | Motherhood                            | Rumiko Tadokoro       |

### Występy w teledyskach
| Rok  | Tytuł piosenki   | Artysta            | Przy.  |
| ---- | ---------------- | ------------------ | ------ |
| 2006 | „Hey! Friends”   | Naohito Fujik      | [ 30 ] |
| 2006 | „Sayonara”       | Yurika Oyama       |        |
| 2007 | „Haruiro”        | Yurika Oyama       |        |
| 2007 | „Sarai no Kaze”  | May                | [ 31 ] |
| 2007 | „もう君がいない” | Funky Monkey Babys | [ 32 ] |
| 2008 | „Orion”          | Mika Nakashima     | [ 33 ] |